# Tamanduá-bandeira
O tamanduá-bandeira (nome científico: Myrmecophaga tridactyla), também chamado bandeira, bandurra, iurumi, jurumi, jurumim, tamanduá-açu, tamanduá-cavalo, papa-formigas-gigante e urso-formigueiro-gigante, é uma espécie de mamífero xenartro da família dos mirmecofagídeos, encontrado na América Central e na América do Sul. É a maior das quatro espécies de tamanduás e, junto com as preguiças, está incluído na ordem Pilosa. Tem hábito predominantemente terrestre, diferente de seus parentes próximos, o tamanduá-mirim e o tamanduaí, que são arborícolas. O animal mede entre 1,8 e 2,1 metros de comprimento e pesa até 41 kg. É facilmente reconhecido pelo seu focinho longo e padrão característico de pelagem. Possui longas garras nos dedos das patas anteriores, o que faz com que ande com uma postura nodopedálica. O aparelho bucal é adaptado a sua dieta especializada em formigas e cupins, mas em cativeiro ele pode ser alimentado com carne moída, ovos e ração, por exemplo. A longa pelagem o predispõe a ser parasitado por ectoparasitas, como carrapatos.
Como todo mamífero, os tamanduás também adoram água.
É encontrado em diversos tipos de ambientes, desde savanas a florestas. Prefere forragear em ambientes abertos, mas utiliza florestas e áreas mais úmidas para descansar e regular a temperatura corporal. É capaz de nadar em rios amplos. Seus predadores incluem grandes felinos, como a onça-pintada e a suçuarana, e rapinantes podem predar filhotes. Apesar dos territórios individuais muitas vezes se sobreporem aos de outros, são animais primariamente solitários, sendo encontrados com outros somente em situações de cortejamento de fêmeas ou encontros agonísticos entre machos e fêmeas cuidando de filhotes. Se alimenta principalmente de formigas e cupins, utilizando suas garras para cavar e a língua para coletar os insetos.
O tamanduá-bandeira é listado como "vulnerável" pela IUCN. Foi extinto em algumas partes de sua distribuição geográfica, como no Uruguai, e corre grande risco de extinção na América Central. As principais ameaças à sobrevivência da espécie são a caça e a destruição do habitat, e é um animal susceptível a ser atingido fatalmente por incêndios e atropelamentos. Apesar do risco de extinção, pode ser encontrado em inúmeras unidades de conservação, onde muitas vezes é abundante. Sua morfologia peculiar chamou a atenção de diversos povos, como na bacia Amazônica, e até hoje é retratado por muitas culturas, seja de forma carismática ou aterrorizante.

## Etimologia
"Tamanduá" origina-se do termo tupi tamãdu'á. "Tamanduá-açu" significa, traduzido do tupi, "tamanduá grande". "Iurumi" e "jurumim" vêm do termo tupi yuru'mi, que significa "boca pequena". O nome popular de "tamanduá-bandeira" faz alusão à enorme cauda repleta de inúmeros pêlos compridos, associando-se portanto sua semelhança a uma "bandeira". Essa característica da cauda é uma das que mais chamam a atenção em comunidades tradicionais do Brasil. Em inglês, recebeu o nome de "giant anteater".

## Taxonomia e evolução

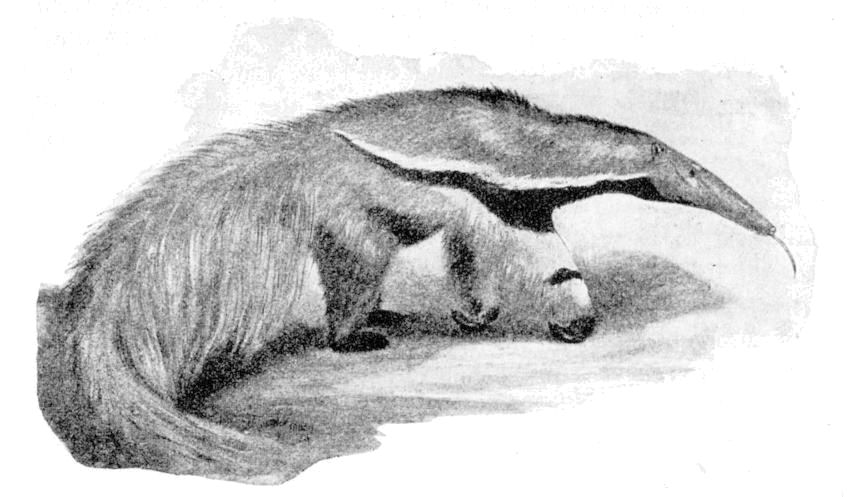
Do livro The Cambridge Natural History, Volume X—Mammalia (1902)

O tamanduá-bandeira está incluído na família dos mirmecofagídeos (Myrmecophagidae) e único representante vivente do gênero Myrmecophaga que é mais relacionado ao gênero Tamandua, como evidenciado tanto por filogenias moleculares, quanto morfológicas. Foi descrito por Carlos Lineu em 1758, e seu nome científico deriva do grego: Myrmecophaga significa "comedor de formigas" e tridactyla, "três dedos". Três subespécies foram propostas: M. t. tridactyla (que ocorre da Venezuela e Guianas até o norte da Argentina), M. t. centralis (nativo da América Central, noroeste da Colômbia e norte do Equador) e M. t. artata (nativo do nordeste da Colômbia e noroeste da Venezuela).
Durante a evolução, tamanduás e preguiças se separaram há cerca de 55 milhões de anos, entre o Paleoceno e Eoceno, sendo que entre Vermilingua, o gênero Cyclopes divergiu há cerca de 30 milhões de anos (no Oligoceno) e Tamandua e Myrmecophaga divergiram entre si há cerca de 10 milhões de anos, no Mioceno tardio.
O registro fóssil dos tamanduás é esparso. O gênero do Mioceno, Neotamandua, é o mais aparentado ao tamanduá-bandeira, e é difícil diferenciar morfologicamente o crânio de Neotamandua e Myrmecophaga. Neotamandua era grande, maior que Tamandua, mas menor que Mymercophaga, e não possuía uma cauda preênsil, mas parecia ter patas intermediárias entre o tamanduá-bandeira e o tamanduá-mirim. Provavelmente, Neotamandua borealis, um fóssil encontrado na Colômbia, no sítio paleontológico de La Venta, foi o ancestral do tamanduá-bandeira.
O tamanduá-bandeira é o mais terrestre de todos os tamanduás, e seu ancestral provavelmente era arborícola, como o tamanduá-mirim: a expansão de ambientes abertos na América do Sul e consequente aumento de disponibilidade de insetos eussociais propiciaram o surgimento desta espécie já no fim do Pleistoceno e início do Holoceno.

## Distribuição geográfica e habitat
Habita uma grande variedades de ambientes, desde florestas tropicais chuvosas até ambientes savânicos e campos abertos, sendo mais comuns nestes últimos. Apesar disso, ainda são dependentes de ambientes florestados, pois utilizam a sombra das árvores como forma de compensar sua habilidade termorregulatória relativamente precária. É possível encontrá-los em áreas cultivadas, como em culturas de Pinus e Acacia, embora isso se dê de forma eventual.
Foi registrada sua presença desde Honduras na América Central, até o Chaco boliviano, Paraguai, Argentina e por todo o Brasil, sendo ausente na cordilheira dos Andes. A presença dessa espécie a oeste dos Andes, no Equador, é controversa e necessita confirmação. Historicamente, o limite norte de sua distribuição geográfica era Punta Gorda, na Baía de Honduras, em Belize, e o limite sul era Santiago del Estero, na Argentina. A espécie já ocorreu em latitudes mais ao norte do que registrado historicamente, como evidenciado por um fóssil no noroeste de Sonora, no México. O tamanduá-bandeira habitou essa região no início do Pleistoceno, época em que Sonora apresentava um clima mais úmido. É considerado extinto em algumas regiões da América Central (está extinto em Belize e na Guatemala, provavelmente na Costa Rica e no Panamá ocorre apenas em localidades isoladas nas terras baixas do país), do Uruguai e sul do Brasil.

## Descrição

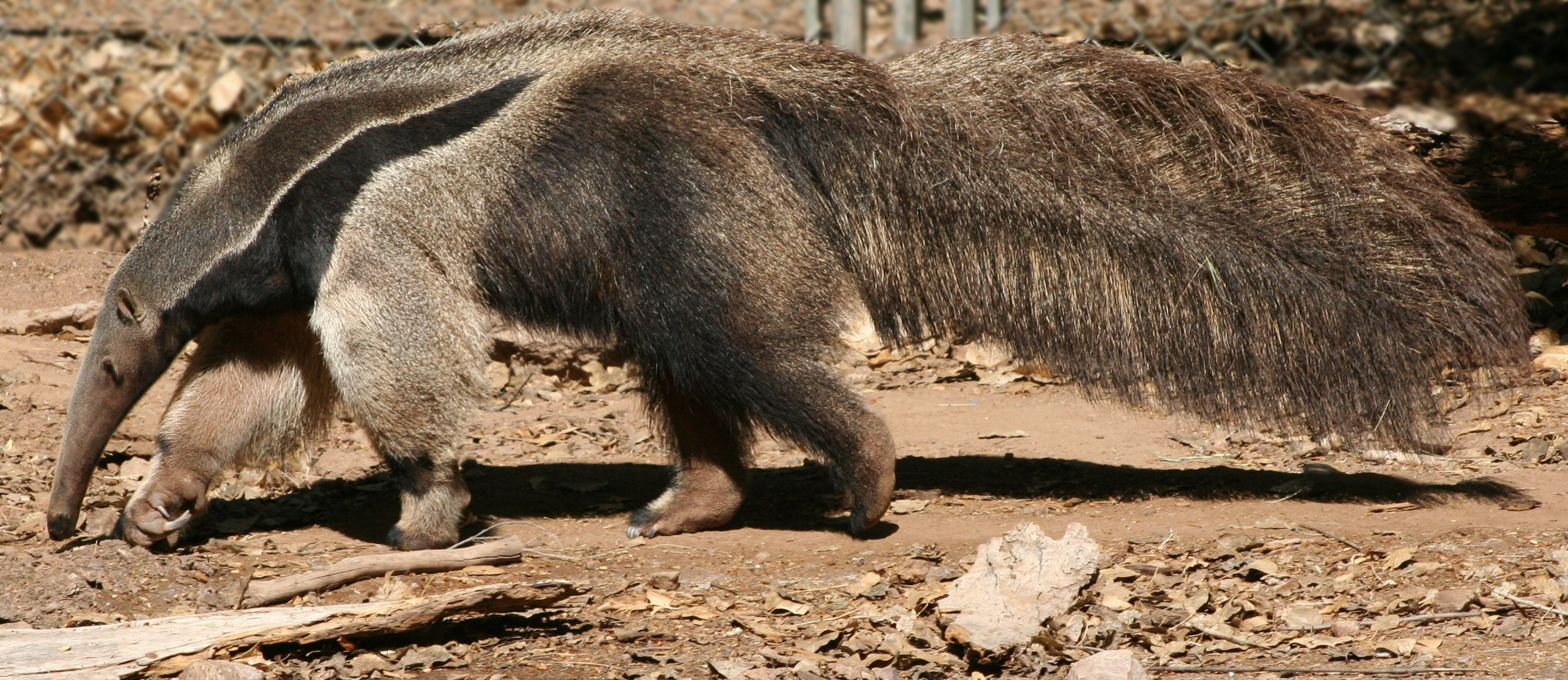
Vista lateral

Maior representante da família dos mirmecofagídeos com um comprimento médio de 2 metros e 33 kg de peso médio para indivíduos de vida livre e 45,9 em indivíduos em cativeiro: as fêmeas são um pouco menores, em ambos os casos. O crânio é alongado, chegando a 30 cm de comprimento. Os olhos e as orelhas são pequenos em relação ao tamanho da cabeça, e possuem a visão e a audição precárias. O olfato é desenvolvido se comparado ao dos humanos, sendo até 40 vezes mais apurado. Podem viver até 25 anos em cativeiro.

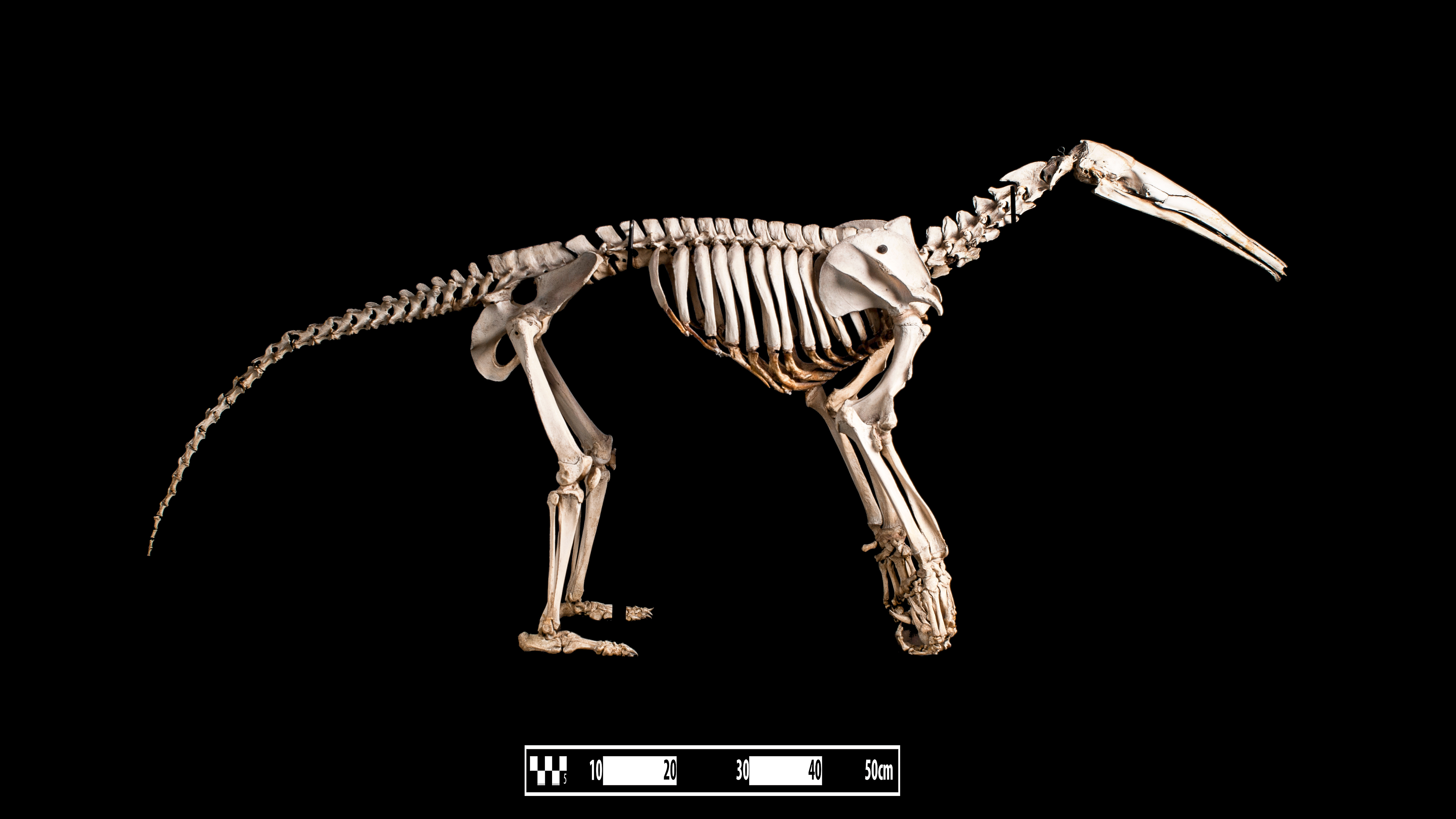
Esqueleto de tamanduá-bandeira

Possuem o dorso e a cauda marrons ou pretos, com membros anteriores brancos e membros posteriores pretos, com bandas pretas nos pulsos e duas bandas finas e brancas na altura dos ombros, de forma a aparecer uma outra faixa diagonal ampla, de cor preta. Essa faixa diagonal varia de conformação entre indivíduos e pode servir na sua identificação. Os pelos são longos, especialmente na cauda, o que dá a  impressão dela ser muito maior do que realmente é. Possui um tipo de crina ao longo das costas. A musculatura do pescoço é desenvolvida em relação a das costas, e existe uma corcunda atrás do pescoço. O dimorfismo sexual não é evidente, o que dificulta a determinação do sexo dos indivíduos, e o pênis e testículos são retraídos na cavidade pélvica, entre o reto e a bexiga urinária (uma condição denominada criptoquirdia). O tamanduá-bandeira também possui uma temperatura corporal baixa para um mamífero, cerca de 33 °C.
Ao contrário do que sugere o nome científico, possuem cinco dedos, entretanto, quatro dedos nas patas anteriores possuem garras, que são particularmente alongadas em três dedos. Os tamanduás tendem a andar sobre os nós dos dedos (nodopedalia), especialmente como observado em gorilas e chimpanzés, devido ao longo comprimento de suas garras: apoiam-se principalmente nos três dedos do meio, e as articulações metacarpofalangeanas são estendidas e as interfalangeanas são dobradas. Ao contrário dos membros anteriores, os membros posteriores possuem garras curtas, de forma que o movimento é típico de um animal plantígrado.
O tamanduá-bandeira possui 60 cromossomos, e seu genoma tem cerca de 4391 Mbp ou 4.49 pg de tamanho. O cromossomo X é grande e metacêntrico, enquanto o cromossomo Y é o menor de todos os cromossomos e é acrocêntrico. Comparado ao tamanduá-mirim e o tamanduaí, o tamanduá-bandeira possui um "grupo extra" de cromossomos acrocêntricos (Grupo V). Garcia et al (2005) identificaram seis marcadores de microssatélites para a espécie. Em 2007, descobriu-se elementos transponíveis no genoma, retrotransposóns pertencentes à família MyrSINE, sendo que MyrSINE-c é exclusivo do tamanduá-bandeira.

### Anatomia da alimentação
O tamanduá se alimenta exclusivamente de formigas e cupins, o que acaba conferindo uma anatomia bastante peculiar e especializada na exploração desse recurso alimentar, que apesar de abundante, é muito pouco explorado por outras espécies de mamíferos. O tamanduá não possui dentes e sua mandíbula possui pouca mobilidade. Isto se deve à rotação das duas metades de sua mandíbula, unidas por um ligamento na ponta e estabilizadas pelos músculos da mastigação.  A depressão da mandíbula acaba por criar uma abertura grande o suficiente para a protrusão da língua, que possui até 60 cm de comprimento e a ponta arredondada. É coberta por papilas curvadas para trás e uma saliva viscosa, produzida pelas glândulas salivares, o que permite a coleta de insetos.
A forma tubular de seu crânio limita também os movimentos de protrusão da língua, que durante a alimentação, pode ocorrer até 160 vezes por minuto, proeza possível graças à musculatura associada ao hióide: este osso também possui uma conformação diferente dos outros xenartros, pois possui articulações sinoviais, permitindo certa liberdade de movimento. O músculo bucinador permite a retração da língua sem que sejam perdidos os insetos coletados. Os músculos do hióide e o palato secundário mantêm a língua na orofaringe, de forma a evitar que ela bloqueie a respiração. Essa retração é auxiliada pelo músculo esternoglosso, que é formado pela fusão do músculo esterno-hióideo e hioglosso e não ligado ao hióide. Dessa forma, a língua é ligada ao esterno.
Antes dos insetos serem engolidos, eles são esmagados no palato, e seu estômago, como a moela nas aves, possui paredes duras e realiza contrações vigorosas, de forma a moer os insetos ingeridos. A digestão é auxiliada pela ingestão de porções de terra e areia. O próprio ácido das presas ingeridas é utilizado para fazer a digestão, já que o tamanduá não é capaz de produzir o seu próprio.

## Comportamento e ecologia

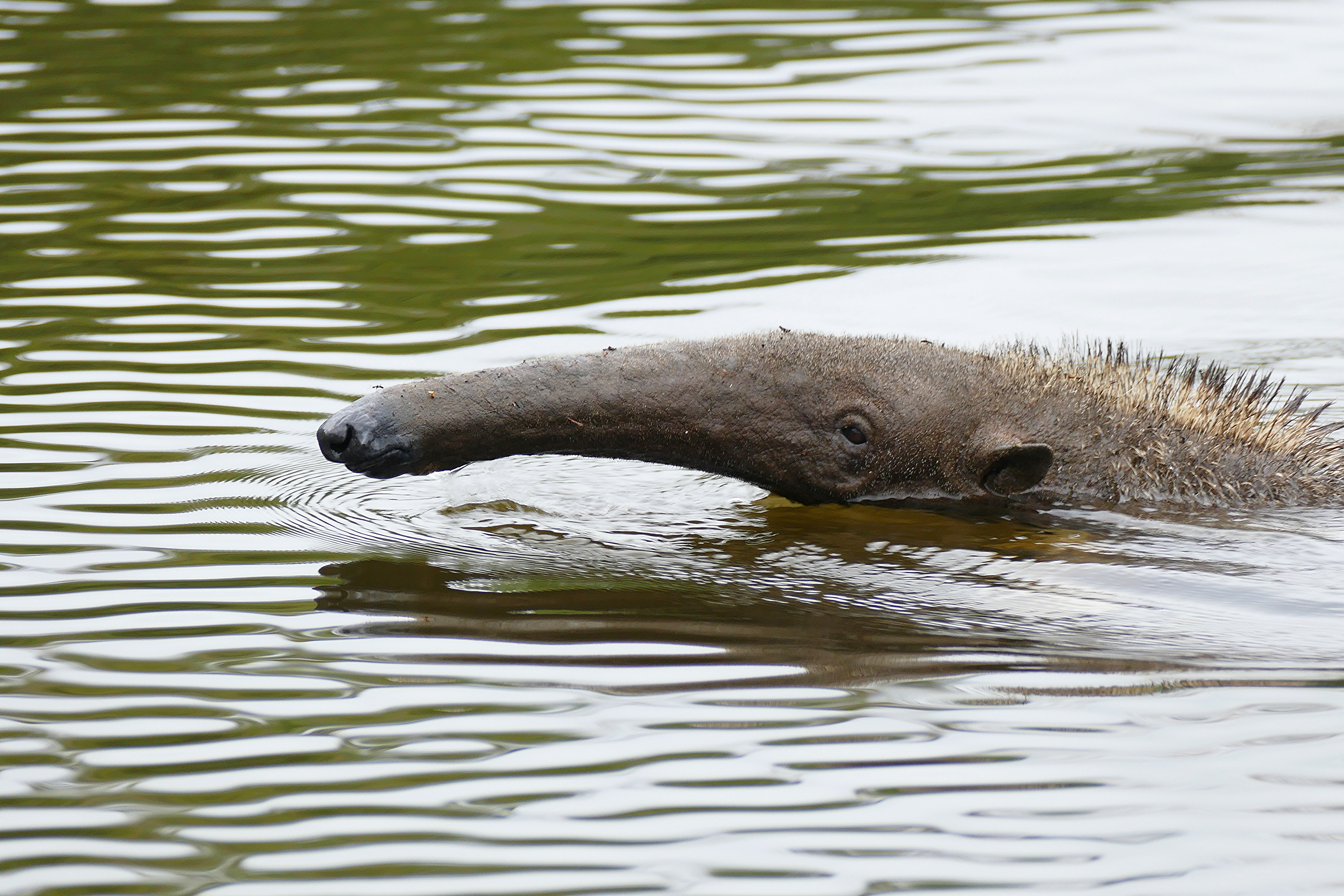
O tamanduá-bandeira é capaz de nadar grandes distâncias

São geralmente solitários, ocupando áreas de até 32,5 km² mas, geralmente, seus territórios são menores do que isso. Indivíduos são tolerantes a sobreposição de área de vida até certo nível, aumentando a densidade por km². Apesar de serem mais ativos no fim da tarde, podem iniciar suas atividades mais cedo, e serem totalmente diurnos em dias mais frios. Podem se tornar noturnos em ambientes mais perturbados pelo homem.
Tamanduás são capazes de nadar, inclusive, em rios amplos, e já foram observados se banhando. Também escalam árvores quando estão à procura de alimento. Não cavam túneis, e para descansar podem cavar pequenas depressões no solo. Costumam dormir curvados, usando a cauda como um manto, provavelmente para se proteger do frio e como camuflagem.
As vocalizações são poucas e o tamanduá adulto é tido como um animal silencioso. Foi reportada a emissão de sons parecidos com rugidos em encontros agonísticos entre machos e o filhote emite assobios agudos para se manter em contato com a mãe.
Eventualmente, a onça-pintada e a suçuarana são predadores dos tamanduás (até 3,2 % dos animais abatidos pela onça-pintada são tamanduás, como observado no Pantanal), que geralmente fogem desses felinos, mas podem atacá-los com as garras caso estejam acuados. Aves de rapina podem predar filhotes.

### Território e comportamento social

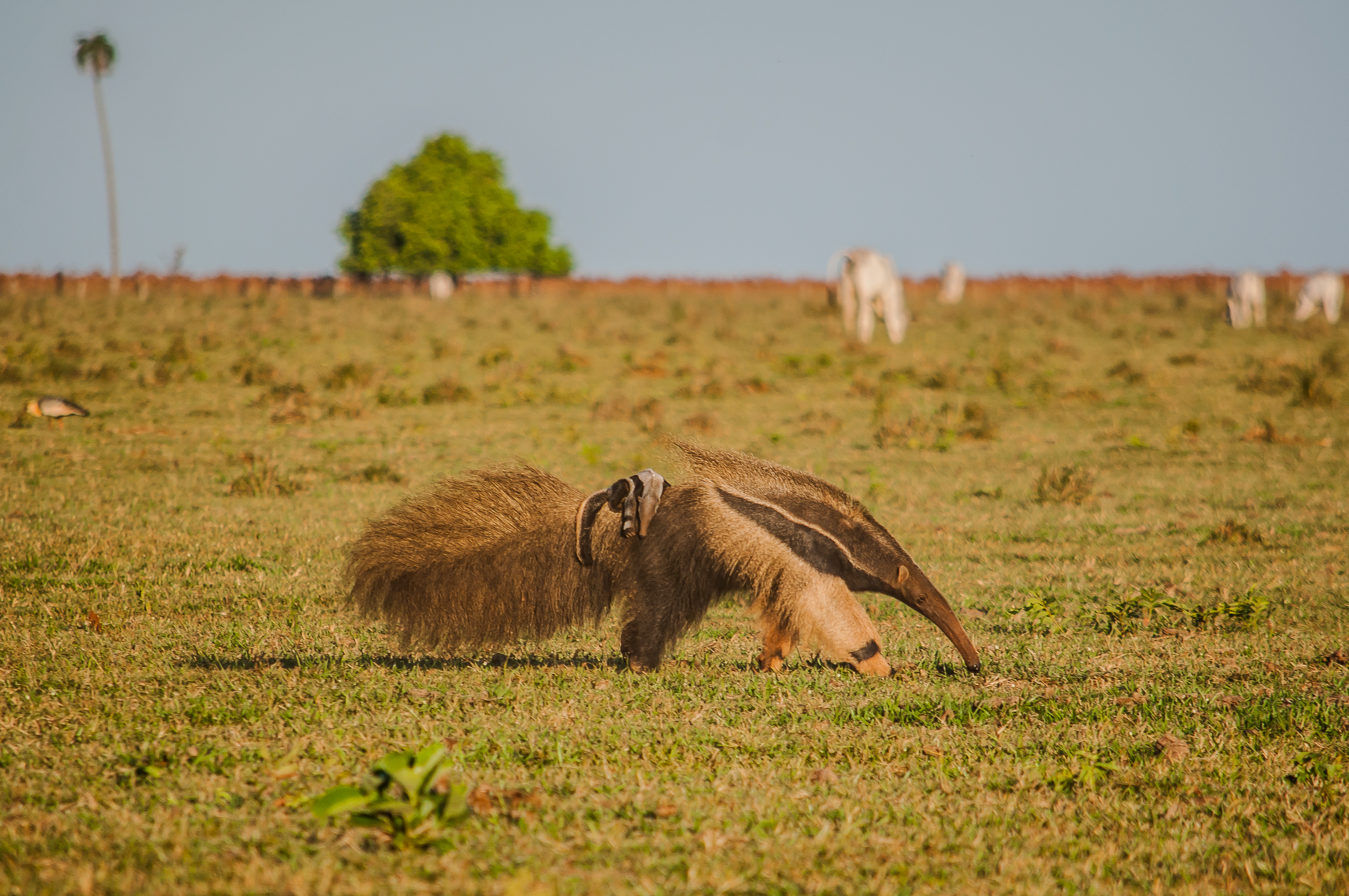
Os tamanduás são majoritariamente solitários

A área de vida varia em tamanho dependendo do local. No Parque Nacional da Serra da Canastra, as fêmeas possuem um território por volta de 3,67 km² e os machos de 2,74 km². Em outras regiões do Brasil, eles podem viver em áreas de até 9 km². Na Venezuela, foram reportadas áreas de vida de até 25 km². Indivíduos são encontrados quase que exclusivamente sozinhos, com exceção de fêmeas com filhotes e machos que estão cortejando fêmeas. Em cativeiro, os tamanduás podem se tornar mais sociáveis uns com os outros, mas não é recomendado deixar muitos animais no mesmo viveiro. A comunicação entre os indivíduos se dá por meio de sinais odoríferos produzidos em glândulas perto do ânus. O tamanduá parece capaz de reconhecer a saliva de outros pelo cheiro. A marcação do território também é feita por meio de arranhões em troncos de árvores e esse comportamento parece diretamente relacionado à sobreposição de áreas de vida e o acasalamento.
As fêmeas são mais tolerantes entre si, e por isso seus territórios acabam se sobrepondo sobre o de outras. Ao contrário, os machos se envolvem em comportamentos agonísticos com muito mais frequência. Ao reconhecer outro tamanduá como oponente, os dois animais iniciam exibições, andando em círculos com a cauda levantada. Esses comportamentos são acompanhados pela emissão de sons parecidos com rugidos. Podem chegar à luta propriamente dita, e o agressor ataca a face do outro com as garras das patas anteriores: o animal agredido foge, e pode ser perseguido por alguns metros pelo agressor, que mantém a cauda levantada e apresenta piloereção. O comportamento do animal submisso é diferente do animal dominante, que além de fugir, pode exibir posturas e comportamentos de defesa, sentando sobre as ancas e mantendo a cauda abaixada, achatada no chão, enquanto emite sons parecidos com rosnados.

### Forrageamento e dieta

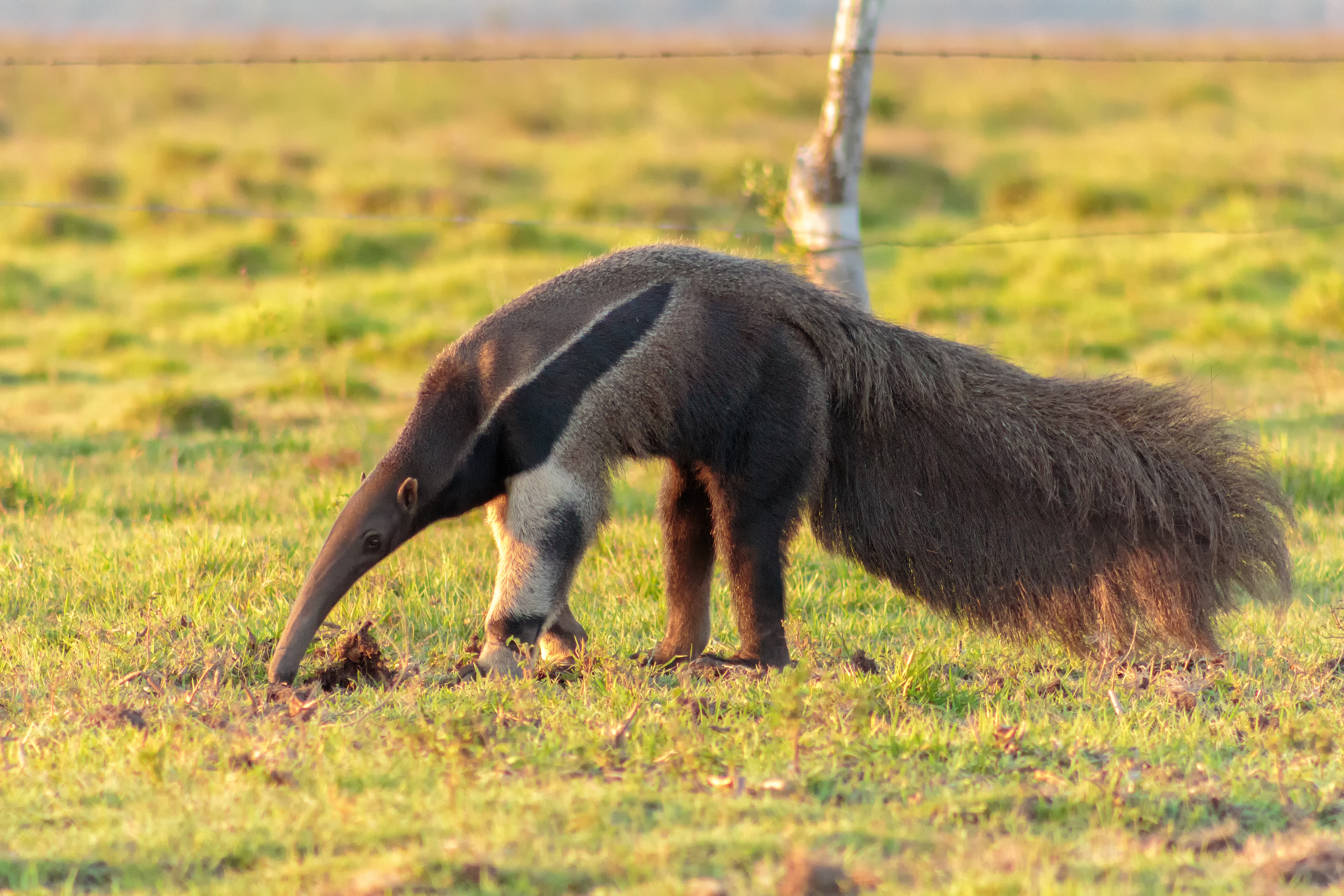
O forrageamento é o comportamento mais frequentemente observado no tamanduá.

O tamanduá-bandeira é um dos mais especializados predadores que existem, se alimentando quase que exclusivamente de formigas e cupins, e o forrageamento é o comportamento mais frequentemente observado, tanto para animais em liberdade, quanto em cativeiro. Dados de animais coletados no Pantanal mostram que eles costumam forragear em campos na bordas de lagoas e pastagens e muito pouco dessa atividade é realizada dentro de florestas e ambientes mais fechados. Existe uma preferência entre as espécies de formigas e cupins que são predadas, levando-se em consideração o valor nutricional, disponibilidade e a resposta de suas presas ao ataque. Essa preferência de espécies é observada tanto em cativeiro quanto em liberdade, mas elas podem diferir nas duas situações. Estudos na Argentina mostraram que o tamanduá-bandeira se alimenta primariamente de formigas do gênero Solenopsis, Camponotus e Iridomyrmex. O gênero Solenopsis é o mais predado pelos tamanduás que vivem no Pantanal. Quanto aos gênero de cupins, Nasutitermes e Cornitermes são os ingeridos por animais na Argentina. No Parque Nacional da Serra da Canastra, os tamanduás se alimentam principalmente de formigas na estação chuvosa (outubro a março) e de cupins, na estação seca (maio a setembro). Observa-se, também, que o tamanduá pode diferir sua dieta, de acordo com a região que habita: em áreas que passam por inundações periódicas, como nos llanos, na Venezuela, a dieta é basicamente de formigas, ao passo que no Parque Nacional das Emas, no estado de Goiás, no Brasil, os cupins são a base da alimentação.
Procuram suas presas por meio do cheiro, e podem visitar vários formigueiros em um dia (mais de 200), se alimentando de até mais de 30 000 indivíduos por dia. Passam pouco tempo em cada ninho de forma a fugir de ataques dos insetos. Algumas espécies de cupins são especializadas em se proteger de ataques do tamanduá, e muitos indivíduos conseguem fugir enquanto o tamanduá cava. Podem se alimentar de larvas de besouro e abelhas que tenham colocado suas colmeias em cupinzeiros.
Em cativeiro, o tamanduá pode se alimentar de itens que geralmente não ingere na natureza: muitas vezes são dados misturas de alimentos feitos com ovos, leite, bicho-da-farinha e carne moída. Já foi observado tamanduás se alimentando de filhotes de camundongo quando em cativeiro. Fica evidenciado, que apesar da alta especialização na dieta e na clara preferência por formigas e cupins, existe algum grau de variabilidade e de predação oportunista por parte desses animais. Para beber, tamanduás podem cavar buracos quando não existem fontes de água na superfície.

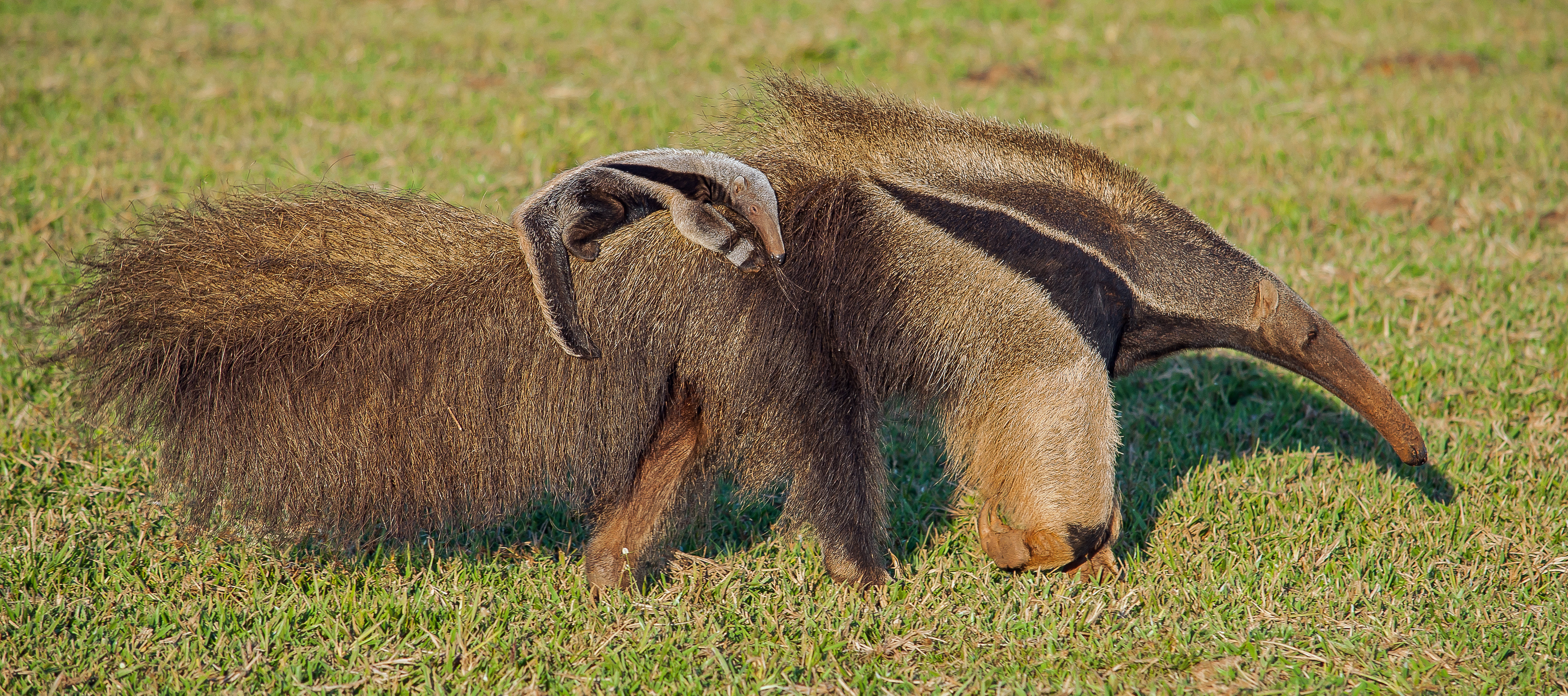
Adulto com filhote nas costas

### Reprodução
É uma espécie que não possui estação de acasalamento, se reproduzindo durante o ano todo, e tendo vários partos ao longo do ano. Entretanto, em cativeiro, há uma sazonalidade na corte e nascimento de filhotes. A taxa de mortalidade da prole em cativeiro é alta, como constatado com dados coletados em zoológicos no Brasil, entre 1990 e 2000: a taxa de mortalidade chegou a 47% nesse período. Muitos morrem nas primeiras 24 horas de vida. Foi verificado que a gestação dura cerca de 184 dias. Dão a luz a um filhote de cada vez, que pesa cerca de 1,4 kg, e fazem isso em pé. No período de cortejamento, em que se observa macho e fêmea interagindo, o macho segue e cheira a fêmea e podem se alimentar no mesmo cupinzeiro ou formigueiro. Durante a cópula, a fêmea põe-se de lado, enquanto o macho a monta. Podem copular várias vezes ao dia durante o período em que o casal se mantém junto.
A fêmea carrega o filhote nas costas, que muitas vezes é camuflado pela pelagem da mãe. Isso evita que a cria seja predada, principalmente por rapinantes. Estudos feitos em semi-cativeiro mostram que o filhote nasce com olhos fechados e os abre após 6 dias e só passa a ingerir alimentos sólidos depois de três meses de idade: até essa idade, o cuidado da fêmea é alto e declina após esse período, cessando quando o filhote alcança dez meses de idade. A mãe tem o hábito de lamber o filhote, principalmente o focinho e a língua. Alcançam a maturidade sexual entre 2,5 a 4 anos de idade.

### Parasitas
A pelagem desenvolvida predispõe o tamanduá à ocorrência de ectoparasitas, como carrapatos, principalmente do gênero Amblyomma. Amblyomma nodosum é especialista em parasitar o tamanduá-bandeira. A predominância de cada uma das espécies de carrapatos encontrados no pelo do tamanduá-bandeira varia de região para região, pois Amblyomma nodosum, Amblyomma cajennense e Amblyomma parvum são comuns no Pantanal mato-grossense e A. calcaratum, A. pseudoconcolor e A. maculatum são encontrados nos indivíduos residentes em Minas Gerais.  Em cativeiro, foi observado um caso de tamanduás em um zoológico nos Estados Unidos que foram parasitados por Pulex simulans, que geralmente parasita gambás e guaxinins. Outro sifonáptero, que parasita seres humanos, Tunga penetrans, foi encontrado em três indivíduos atropelados em Minas Gerais.
Além de ectoparasitas, foi reportada a presença de parasitas do trato gastro-intestinal, como nemátodos e cestóides. No Brasil, as espécies de nemátodos observadas são do gênero Aspidospera, Brevigraphidium, Caenostrongylus, Graphidiops, Physaloptera e Trifurcata. O gênero de cestóide, Mathevotaenia, foi encontrado em um de três espécimes analisados por Martinez et al (1999). Gigantorhynchus echinodiscus é uma espécie de Acanthocephala que teve ovos encontrados em coprólitos de tamanduá no Piauí.
Em cativeiro, também foi constatado a presença de parasitas intestinais, a maioria nemátodos, sendo o gênero Trichuris e Strongyloides os mais comuns.  Isso se reflete na alta taxa de distúrbios gastro-intestinais relatados em animais em cativeiro (cerca de 20%), principalmente por conta da infestação de parasitas intestinais (foi constatado em 48% dos indivíduos analisados no Zoológico de São Paulo). O tamanduá-bandeira é bastante suscetível a contrair salmonelose. Foi reportado um caso de infecção por Entamoeba e Acanthamoeba em uma fêmea em cativeiro, que também tinha apresentado cardiomiopatia e úlcera gástrica.

## Conservação

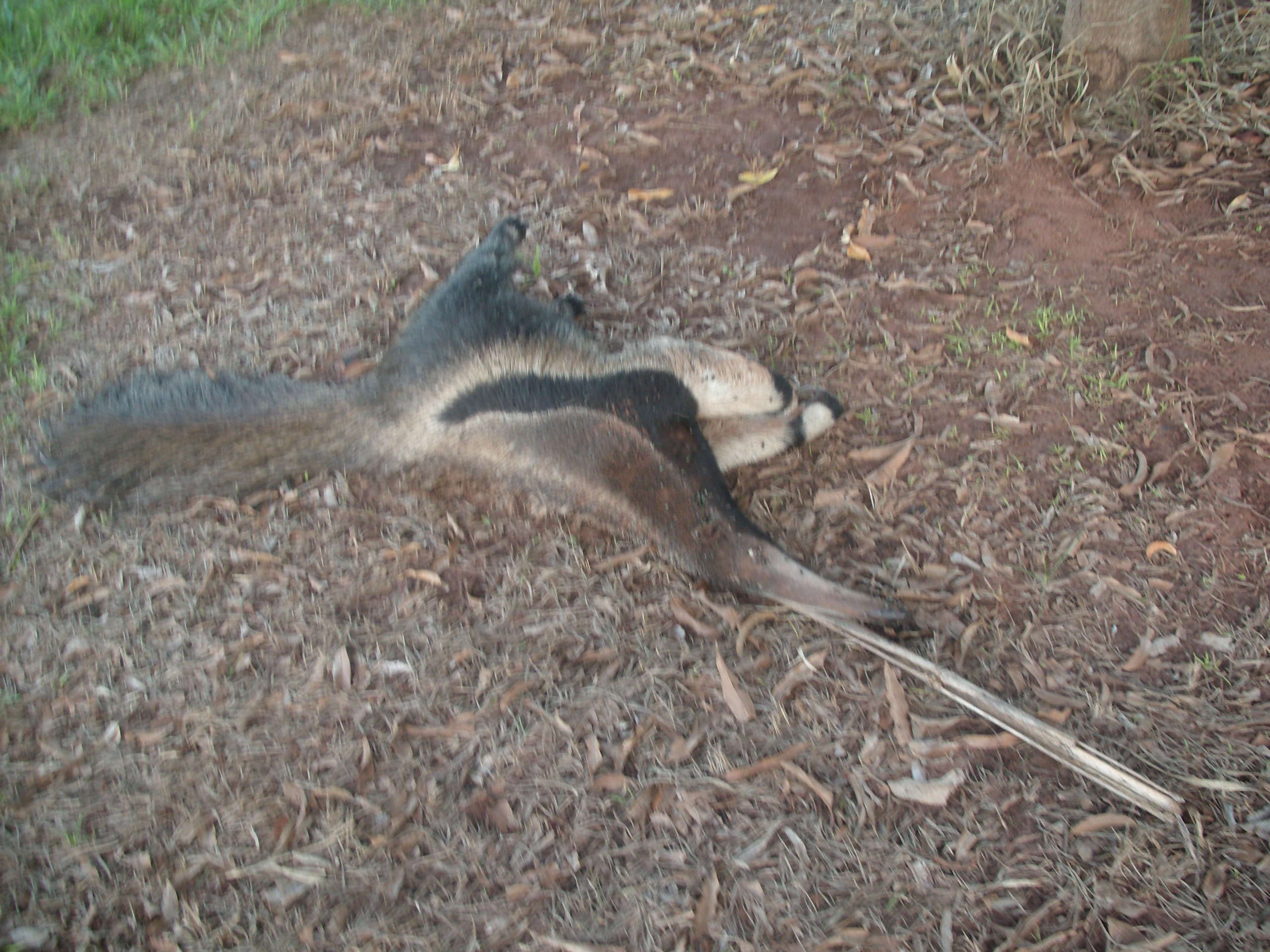
Atropelamentos ameaçam a sobrevivência dos tamanduás em áreas povoadas

A espécie é considerada como "vulnerável" pela União Internacional para a Conservação da Natureza e dos Recursos Naturais (IUCN), pois apesar de sua ampla distribuição e habitar inúmeras unidades de conservação, como o Parque Nacional das Emas e o Parque Nacional da Serra da Canastra, no Brasil, existem várias extinções locais, como em Belize, Guatemala, Costa Rica, Uruguai e sul do Brasil. As populações estão diminuindo, e geralmente é tido como uma espécie incomum ou rara nos locais em que habita. Apesar do conhecimento de uma tendência no tamanho das populações, nunca foram feitas estimativas do número de indivíduos existentes. Está em todas as listas de animais em risco de extinção nos países em que é nativo e no apêndice II da Convenção sobre o Comércio Internacional das Espécies da Fauna e da Flora Silvestres Ameaçadas de Extinção (CITES), considerando que ele não necessariamente corre risco de extinção, mas que se deve evitar abusos em relação às populações para que não entre em processo de extinção. Existem programas de reprodução em cativeiro nos Estados Unidos e no Brasil, como no Zoológico de São Paulo.
Na Argentina, é considerado como "em perigo" e sua ocorrência está cada vez mais restrita ao norte, pois já se extinguiu nos limites sul desse país. No Brasil, a lista do ICMBio o classifica como "vulnerável", mas regionalmente sua situação varia, como por exemplo: no Rio Grande do Sul e no Paraná é considerado "criticamente em perigo"; em Santa Catarina, no Rio de Janeiro e Espírito Santo está provavelmente extinto; em São Paulo está "em perigo" e no Pará é considerado "vulnerável". Deve-se ressaltar que, visto a situação dessa espécie no sul do Brasil, Argentina e sua extinção no Uruguai, a espécie corre grave risco de desaparecimento nos limites sul de sua distribuição geográfica. Se extinguiu em algumas regiões do Paraguai, principalmente no leste e sudeste do país, mas ainda são abundantes no Chaco.
São abundantes em algumas unidades de conservação no cerrado, mas foi observado que no Parque Nacional das Emas, as taxas de endocruzamento são altas, evidenciando certa depressão de consanguinidade. Isso se deve a inúmeras mortes por conta de incêndios na década de 1990 e do isolamento dessa unidade de conservação, visto o alto grau de desmatamento do cerrado no entorno do parque. Os incêndios são particularmente problemáticos para os tamanduás, mesmo em áreas preservadas, já que amostras de mamíferos mortos nestas ocasiões mostram uma suscetibilidade dessa espécie a ser atingida fatalmente pelo fogo: no Parque Nacional das Emas, em 1994, foi reportado que 340 tamanduás foram mortos atingidos pelo fogo.
A fragmentação do habitat, como observado no bioma da Mata Atlântica no estado do Espírito Santo, no Brasil, tem um efeito significativo na sobrevivência do tamanduá-bandeira. Essa espécie não foi encontrada em fragmentos de floresta menores que 200 ha, visto que pequenos remanescentes não parecem suficientes para manter populações residentes viáveis. Apesar de preferir áreas abertas, é necessário que sejam conservadas as áreas florestadas em sua ocorrência, já que a espécie depende de tais áreas para descansar e regular a temperatura corporal.
É caçado em algumas regiões da América do Sul, como na Bolívia, tanto por esporte, como para subsistência, e também para fins de fabricação de equipamento de hipismo. Na Venezuela é caçado por conta de suas garras. Em áreas mais povoadas, além da alteração do habitat, atropelamentos são fatores que causam uma diminuição nos índices de abundância, como relatado em localidades do interior do estado de São Paulo. A predação por animais domésticos (como cães) também é um problema em áreas próximas a habitações humanas..

### Mudanças Climáticas
Assim como outras espécies da Ordem Xenarthra, o tamanduá-bandeira têm metabolismo lento que reflete em uma baixa capacidade termoregulatória e sensibilidade a temperatura e clima em geral . Para manter a temperatura corporal em níveis adequados os indivíduos variam o seu padrão de atividade e uso do espaço de acordo com fatores climáticos externos. Em temperaturas mais, por exemplo, indivíduos tendem a percorrer maior distâncias  e utilizar áreas abertas para forrageio e áreas florestais para descanso. Porém, em temperaturas extremamente quentes e com alta incidência solar esses indivíduos podem estar mais ativos durante a noite e descansando em áreas florestais ao longo do dia. 
A intensificação das mudanças climáticas ao longo dos anos é tema recorrente na agenda conservacionista do tamanduá-bandeira. A necessidade do clima para a termorregulação faz com que a espécie sofra consequências comportamentais e fisiológicas, por exemplo, decorrente das crescentes temperaturas e imprevisibilidade climática. Além do efeito direto, a conversão de florestas em habitats abertos pelas mudanças no padrão climático e de uso do solo  impede que a espécie utilize o espaço de forma diferencial, o que compromete ainda mais as populações afetadas.

## Aspectos culturais

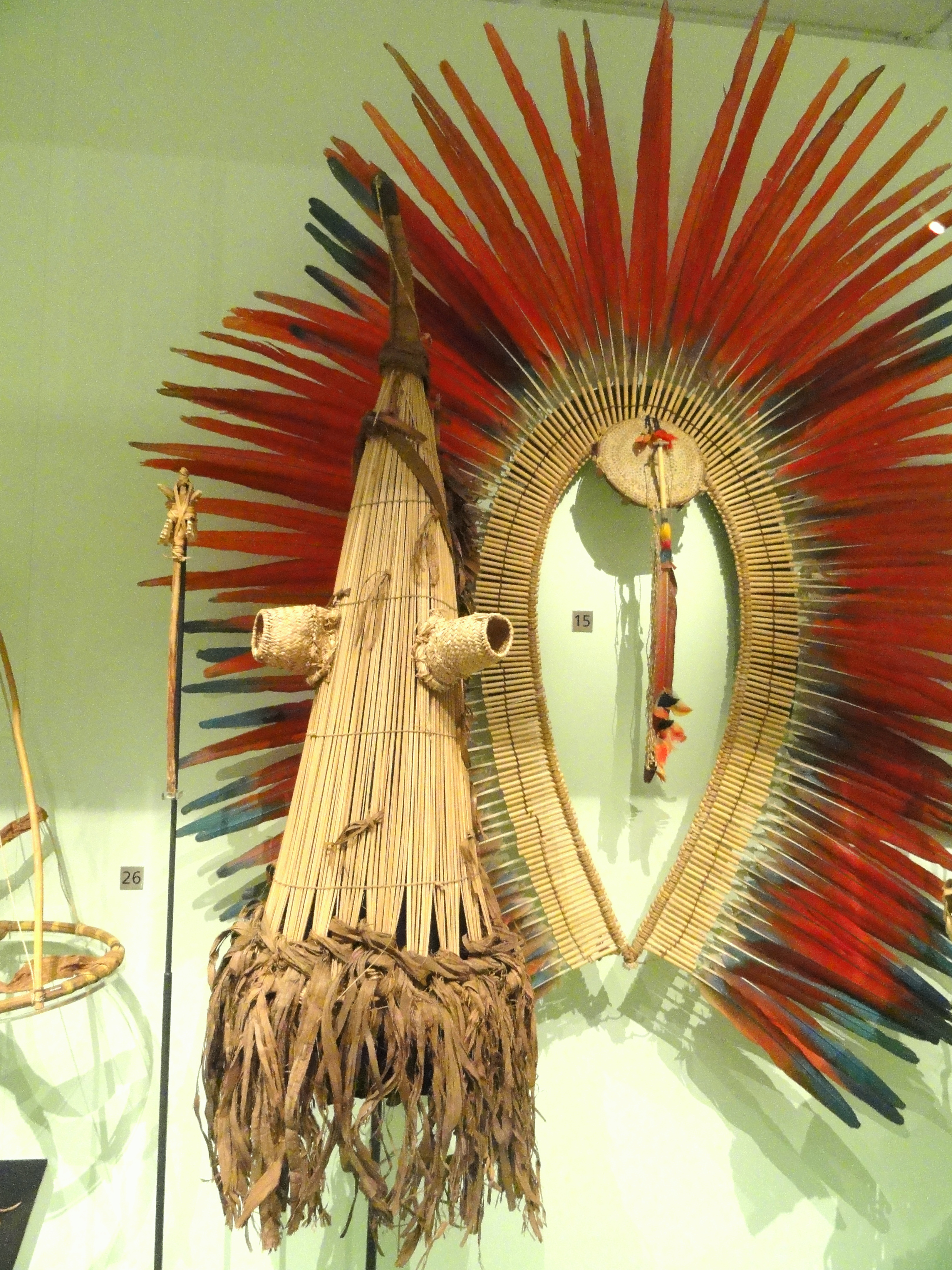
Máscara de tamanduá utilizada por índios Caiapós em suas cerimônias.

Na mitologia e folclore de povos da Bacia Amazônica, o tamanduá é um trickster, possuindo características contrárias à da onça-pintada (vista como símbolo do sexo, reprodução e fuga da morte), sendo considerado, muitas vezes, uma figura de humor, por conta de seu focinho longo. Em um conto do povo Shipibo-conibo, um tamanduá desafiou uma onça em ficar mais tempo debaixo d'água sem respirar, e na ocasião, após a onça aceitar e submergirem, o tamanduá roubou a pele da onça como travessura, e deixou sua pele para o grande felino: a partir de então, a onça e o tamanduá passaram a ser inimigos. Em um mito Yarabara, o ogro Ucara é transformado em um tamanduá pelo sol. O mito enfatiza o fato de que ser um tamanduá é um fardo, já que ele não consegue abrir a boca. Os índios Caiapós utilizam máscaras de animais, incluindo de tamanduás, em suas cerimônias de iniciação. Acredita-se que a mulher que tocar na máscara, ou o homem que tropeçar ao vesti-la, morrerá em breve ou sofrerá de algum defeito físico.
Comunidades tradicionais atuais do Brasil ainda conservam lendas e mitos sobre o tamanduá-bandeira, a maior parte deles de forma negativa: essa espécie muitas vezes é retratada como um animal feroz, capaz de sufocar um ser humano com seu focinho e até mesmo de matar uma onça-pintada com suas garras. Alguns consideram como sinal de "má sorte". Esses são mitos derivados da cultura indígena e no fascínio causado pela sua morfologia peculiar, principalmente a cauda cheia de pelos, o focinho longo e as garras compridas, e não refletem fatos reais observados sobre tamanduás. Tal visão negativa pode atrapalhar em esforços na preservação da espécie.
Durante a colonização espanhola da América, o tamanduá-bandeira foi um dos animais mais capturados para ser mostrado na Europa. Inicialmente, acreditavam que todos eram fêmeas e que copulavam com o focinho, erro corrigido pelo naturalista Félix de Azara. No século XX, Salvador Dalí escreveu que o tamanduá-bandeira "alcança tamanhos maiores que de um cavalo, possui enorme ferocidade, tem excepcional força muscular, é um animal aterrorizante". Dalí representou um tamanduá no estilo de O Grande Masturbador. Foi usado como ex libris por André Breton, que comparou as tentações que um homem pode experimentar em vida ao que "a língua do tamanduá oferece às formigas".
Em 1940, o cartoon de Max Fleischer, Ants in the plants, mostra uma colônia de formigas lutando contra um vilão tamanduá. Lançado durante a Guerra de Mentira, o filme faz alusão à Linha Maginot. Um tamanduá também é referenciado na tira de quadrinhos B.C. Este personagem foi inspiração para Peter the Anteater, o mascote do time UC Invirne Anteaters. A animação em Flash, Happy Tree Friends, mostra um tamanduá chamado Sniffles. Na minissérie de Stephen King, Kingdom Hospital, o personagem Antubis aparece na forma de uma criatura parecida com um tamanduá com dentes afiados. Na década de 1990, o tamanduá-bandeira foi representado na moeda de 10 cruzeiros reais, que circulou entre 1993 e 1994 no Brasil.